# Tequila (Veracruz)
Tequila es una localidad del estado mexicano de Veracruz. Es cabecera del municipio de Tequila.

## Demografía
| Censo | Población |
| ----- | --------- |
| 1900  | 1 295     |
| 1910  | 1 163     |
| 1921  | —         |
| 1930  | 1 827     |
| 1940  | 1 631     |
| 1950  | 1 549     |
| 1960  | 1 747     |
| 1970  | 2 133     |
| 1980  | 2 942     |
| 1990  | 2 381     |
| 1995  | 2 876     |
| 2000  | 3 179     |
| 2005  | 3 283     |
| 2010  | 3 897     |
| 2020  | 4 487     |